# De Pampa
De Pampa is een gehucht in de gemeente Merksplas, gelegen ten oosten van Wortel-Kolonie, in de provincie Antwerpen, België. Het gehucht, bestaande uit enkele huizen, is vanwege de nabijheid meer gericht op Wortel dan op Merksplas.

## Geschiedenis
Het gebied waar De Pampa zich bevindt, was rond 1900 voornamelijk heide, stuifzand en gagelbosjes. Daarna veranderde het landschap in een gebied met boomgaarden en landbouwgrond. Tegenwoordig is De Pampa een agrarisch gebied met een typisch Noord-Kempens karakter.

## Ontwikkeling door Albert Carlier
De transformatie van het gebied werd ingezet door Albert Carlier, geboren in 1872 in Denderwindeke. Na zijn studie landbouwwetenschappen en een verblijf van vier jaar in de Verenigde Staten, werd hij in 1900 benoemd tot landbouwoverste in de kolonies van Wortel, Merksplas en Hoogstraten. Hij huwde op 8 september 1900 te Hoogstraten met Margriet Julie Adolfien Urbain, geboren op 20 augustus 1874 in Bergen. Zij was de dochter van Edmond Jules Alphonse Urbain, bureeloverste van de Koloniën van Weldadigheid.
In 1906 kocht Carlier 11 hectare woeste grond achter de Kolonie en begon deze te ontginnen. Hij noemde het gebied 'Pampa', naar de uitgestrekte grasvlakten in Zuid-Amerika, vanwege zijn visie om er weiden van te maken voor vee.
Carlier bouwde een woning en een schuur op het terrein en nam twee landarbeiders in dienst. Met behulp van een ossenspan en een paard effenden zij de grond en verrijkten deze met stedelijk afval uit Antwerpen, dat per stoomtram werd aangevoerd. De eerste gewassen die werden geplant waren frambozen, die veel aandacht trokken vanwege hun ongebruikelijke teeltwijze.
Later werden ongeveer 2000 fruitbomen geplant, waaronder appel-, peren-, kersen- en pruimenbomen, waardoor De Pampa veranderde in een uitgestrekte boomgaard. Carlier was nauw betrokken bij alle werkzaamheden en transformeerde het gebied in een vruchtbaar agrarisch landschap.

## Verdere Geschiedenis
In 1919 werd Carlier bevorderd tot directeur bij het Ministerie van Landbouw, wat hem noopte om zijn eigendom te verkopen en naar Brussel te verhuizen. De Pampa werd overgenomen door Louis Adriaensen uit Lichtaart, wiens familie het gebied nog steeds bezit.
Albert Carlier, de pionier van De Pampa, overleed in 1968 op 97-jarige leeftijd. De Pampa bleef bestaan en ontwikkelde zich verder als een kenmerkend agrarisch gebied in de Kempen.